# Bélier (constellation)
Aries
« Arietis » redirige ici. Pour les autres significations, voir Arietis (homonymie).
Pour les articles homonymes, voir Bélier (homonymie) et Aries.
Le Bélier (Aries en latin) est une constellation du zodiaque qui est traversée par le Soleil du 19 avril au 14 mai. Dans l'ordre du zodiaque, la constellation se situe entre les Poissons à l'ouest et le Taureau à l'est. Le Bélier était l’une des quarante-huit constellations identifiées par Ptolémée.
Le Bélier est également un signe du zodiaque correspondant au secteur de 30° de l'écliptique traversé par le Soleil du 21 mars au 19 avril. C'est dans ce sens qu'il sert au repérage des déplacements planétaires, encore utilisé en astrologie.
Les étoiles de l'ancienne constellation de la guêpe ont été rattachées à la constellation du Bélier. 

## Histoire, nomenclature et mythologie

### En Mésopotamie
Cette figure est une création mésopotamienne, dont le nom le plus ancien est lú.ḪUN.GA = Agru, « le Travailleur journalier », ainsi que nous le lisons  sur la tablette dite MUL.APIN, le premier traité d'astronomie mésopotamienne, découvert à Ninive dans la bibliothèque d'Assurbanipal et datant au plus tard de 627 av. J.-C.. En fait, lú.HUN.GÁ = Agru/ UDU = Immeru », est une épithète de DUMU.ZI / Tammuz, le berger amant de la déesse INANNA / Ištar. Dans la mythologie mésopotamienne, DUMU.ZI / Tammuz, est un mortel, berger de son état et époux de prise la déesse INANNA / Ištar. Ses malheurs sont comptés dans un des plus vieux mythes identifiées dans la civilisation mésopotamienne, celui la Descente d’Ištar aux Enfers. Ištar étant descendue visiter les Enfers, domaine de sa sœur Ereškigal, qui l’y retinrent prisonnière, tout dépérit sur terre en son absence. Mais, sur l’entreprise du dieu ENKI = Ea, dieu de la Sagesse, une solution est trouvée : Ištar est libérée, à condition de désigner quelqu’un pour prendre sa place. Remontée sur terre et voyant son amant berger se prélasser en agréable compagnie, elle ordonne par jalousie aux démons de le désigner pour prendre sa place aux Enfers. À la suite des pleurs de la sœur de Dumuzi, Geštinanna, sa situation est aménagée : il ne reste aux Enfers que durant une partie de l’année et y est remplacé par sa sœur durant l’autre partie.
Au départ, lú.HUN.GÁ = Agru est affecté à une étoile, Alpha Arietis. Mais par la suite, c’est-à-dire au début du 1er millénaire apr. J.-C., le ciel est organisé en constellations, c’est-à-dire que les étoiles sont désormais nommées par leur situation dans les figures célestes, comme cela est attesté dans les fameux éphémérides qui s’étalent de 652 av. J.-C. à 61 apr. J.-C..

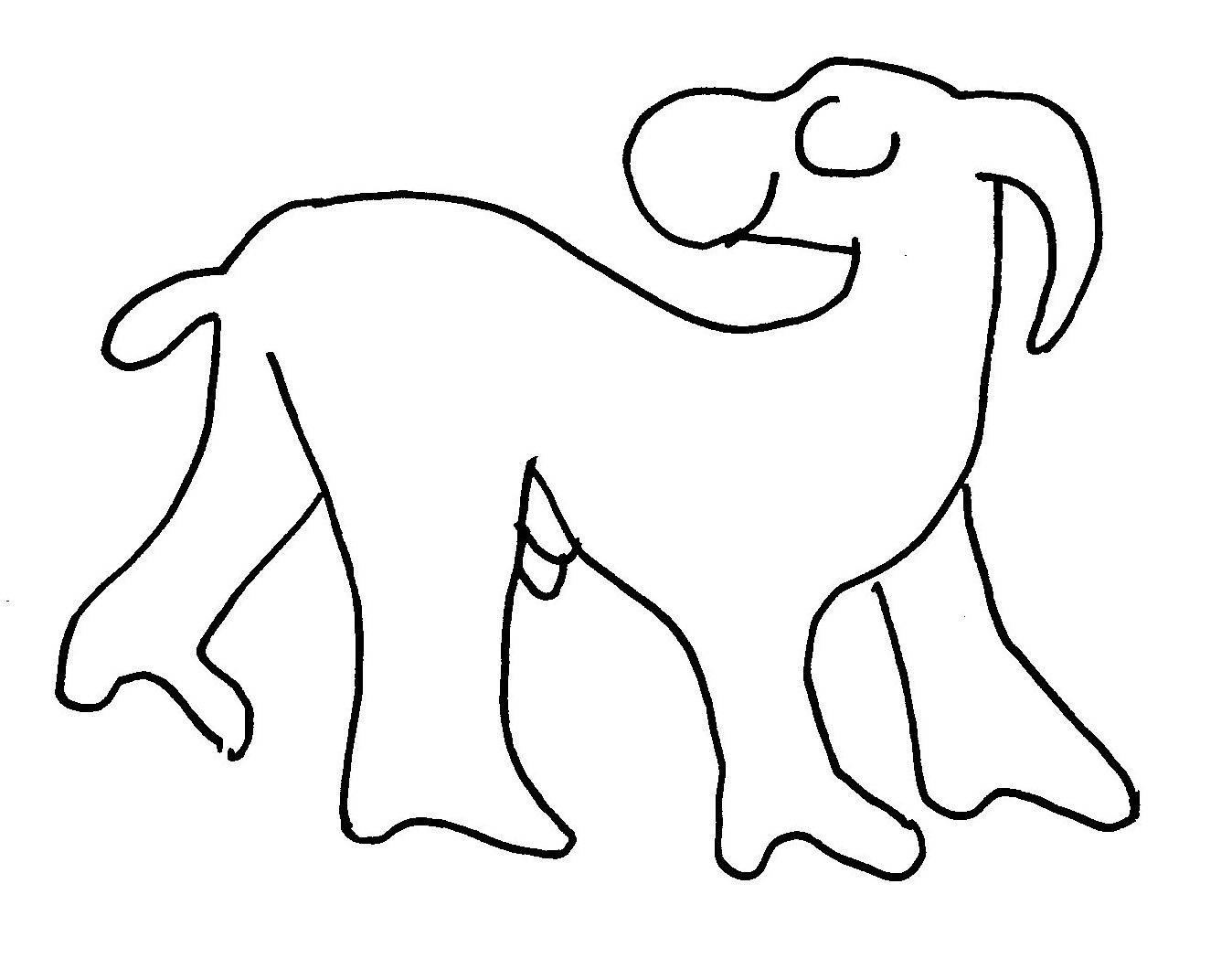
Le Bélier sur une impression de sceau d'Ur du

Dans les tablettes d’époque séleucide, soit à partir de la fin du IVe siècle, on trouve dans le zodiaque la figure du Bélier sous le nom de UDU[.NITÁ] = Immeru [zikaru], « le Mouton [mâle] », soit l’animal emblématique de DUMU.ZI / Tammuz.

### En Grèce  et à Rome
Les Grecs en firent Κριός, le « Bélier », qui, selon la tradition rapportée par Pline l'Ancien est introduit par Cléostrate de Ténédos. Ils adaptent naturellement la figure à leur propre imaginaire. Selon Ératosthène, la constellation représente le bélier volant Chrysomallos, chevauché par deux enfants, Phrixos et Hellé. Dans le mythe tel qu'il est raconté dans l'ouvrage la Bibliothèque d'Apollodore, c'est le dieu Hermès qui envoie Chrysomallos pour sauver les deux enfants d'un sacrifice, après avoir entendu les plaintes de leur mère, Néphélé, la nymphe des nuages. Comme le racontent Hésiode et Phérécyde, ce bélier fabuleux possède une laine couleur d'or, qui inspirera le voyage de Jason et des argonautes qui s'en iront récupérer la toison d'or de l'autre côté de la mer Égée. Les Romains adoptent la carte du ciel du monde grec et renomment cette constellation Aries à partir de Cicéron dans ses Aratea. 
Cette constellation a donné son nom au premier signe du zodiaque lorsqu'il fut établi il y a plus de 2 000 ans. À cette époque, le soleil traverse le point vernal en franchissant l'équateur entre l'hémisphère sud et l'hémisphère nord entre les cornes de la constellation du Bélier. L'équinoxe de printemps marquant le début de l'année antique, le Bélier est devenu le premier signe du zodiaque. Du fait de la précession des équinoxes, cet endroit du ciel nommé point vernal se situe aujourd'hui dans la constellation des Poissons.

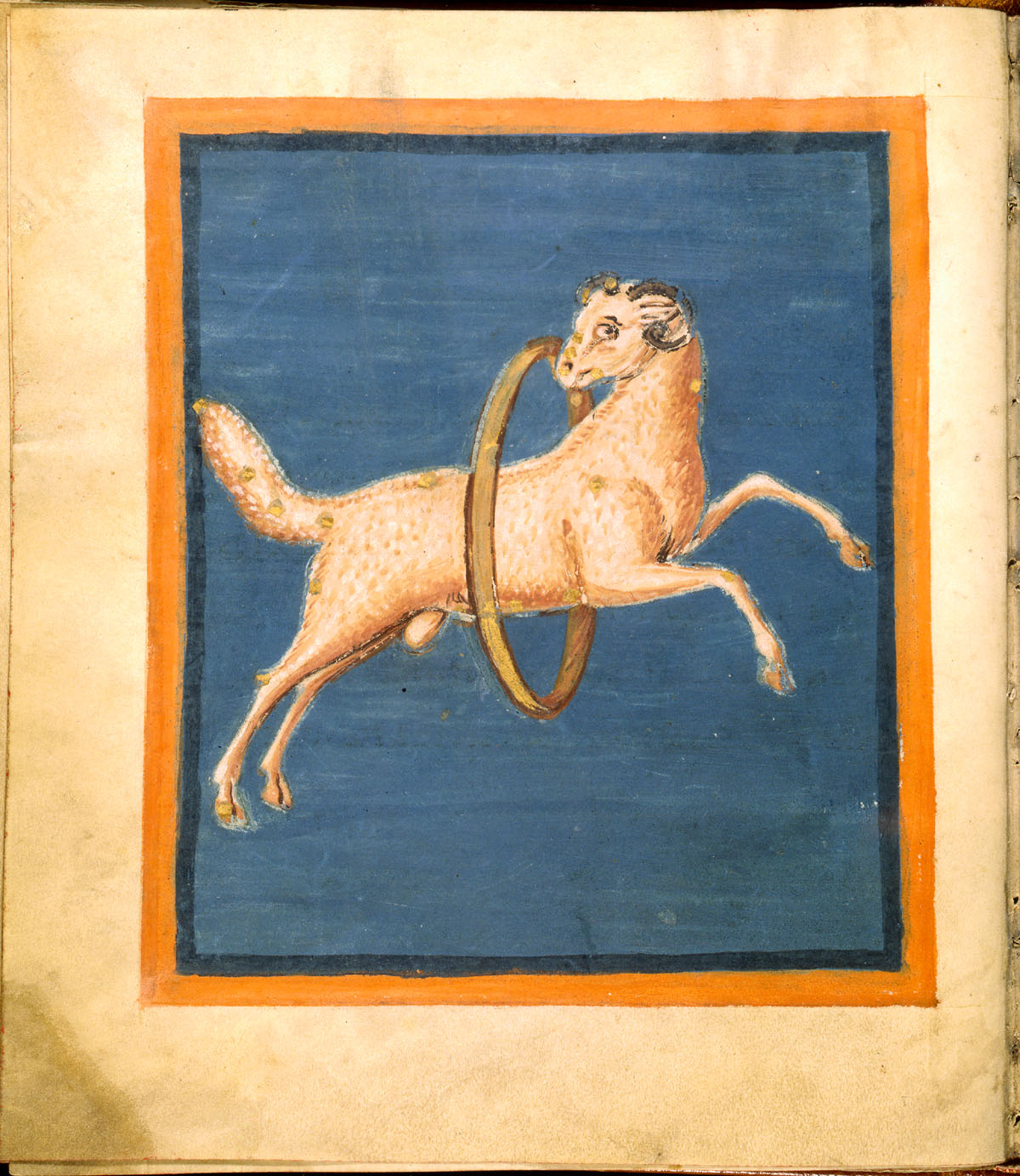
Aries dans une édition des Aratea de Germanicus d’époque carolingienne (ms. de Leyde, ca. 830-840).

### Chez les Arabes
Chez les Arabes, il faut distinguer le ciel traditionnel qui comprend les manāzil al-qamar ou « stations lunaires », et le ciel gréco-arabe, c’est-à-dire celui que les astronomes classiques ont repris des Grecs au IXe siècle de notre ère.
Avant même d’adopter le dessin grec de la sphère céleste, le monde arabe voyait sur la bande de l’écliptique الحمل al-Ḥamal, « l’Agneau [mâle de moins d’un an] ». Venue de Babylone par le canal du zodiaque syriaque où nous avons Emməra [ḥasen], « l’Agneau (fort) », cette appellation est attestée dans l’horoscope de fondation de la ville de Baghdad en 762, ainsi que nous le rapporte l’érudit persan al-Bīrūnī. Dans l'atlas céleste arabe des manāzil al-qamar ou « stations lunaires », l'agneau correspond à la figure du Superbélier. Ce dessin est plus vaste que la constellation grecque occidentale puisque Aliyat al-Ḥamal, « la Queue du Bélier », est dessinée dans le ciel par l'amas stellaire des Pléiades qui figure en occident dans le territoire astronomique du Taureau.
L'espace de الحمل al-Ḥamal, Bélier gréco-arabe, contient deux manāzil al-qamar ou « stations lunaires », la 1re étant الشرطان al-Šaraṭān, soit « les Deux Marques [de l’entrée de l’équinoxe] », et la 2de البطين al-Buṭayn, « le Petit ventre », dans le cadre du Superbélier arabe (voir l'image des deux figures du Bélier dans l'astronomie arabe », ci-dessous). Les noms des étoiles du Bélier que nous connaissons aujourd'hui dans les catalogues internationaux viennent tous de la figure du Superbélier arabe.

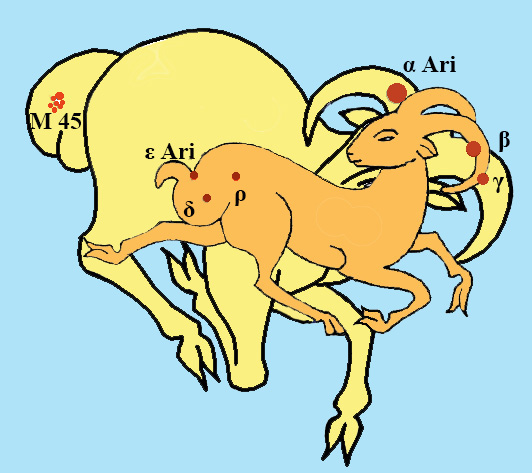
Les deux figures du Bélier dans l'astronomie arabe. M45 désignant l'amas ouvert des pléiades.

### En Europe
Au Moyen Âge héritier des Romains et des Arabes, les clercs latins connaissaient le nom d’Aries par les encyclopédies et les quelques manuscrits des Aratea, c’est-à-dire les versions latines des Φαινόμενα d’Aratos, à leur disposition, mais ils eurent dès l’an mil l'accès au nom arabe. Quant au nom grec, ils ne purent le lire  dans le texte qu'à la Renaissance. On prit alors l'habitude de nommer les constellations par tous les noms possibles dans les diverses langues. C’est ainsi qu’on lit  notamment Κριός, ainsi que Elhemal vel Elhamel dans l’Uranometria de Johann Bayer (1603) : Ce n'est qu'avec  la nomenclature approuvée en 1930 par l’Union astronomique internationale (AUAI), que seul le nom latin est donné, et parfois le nom grec pour mémoire.

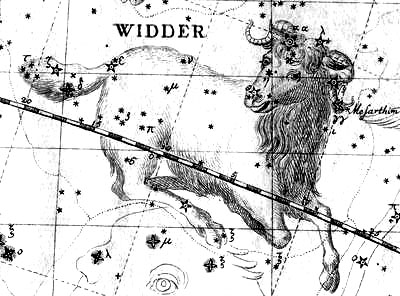
La figure dAries chez Johann Elert Boden, Uranographia, 1801.

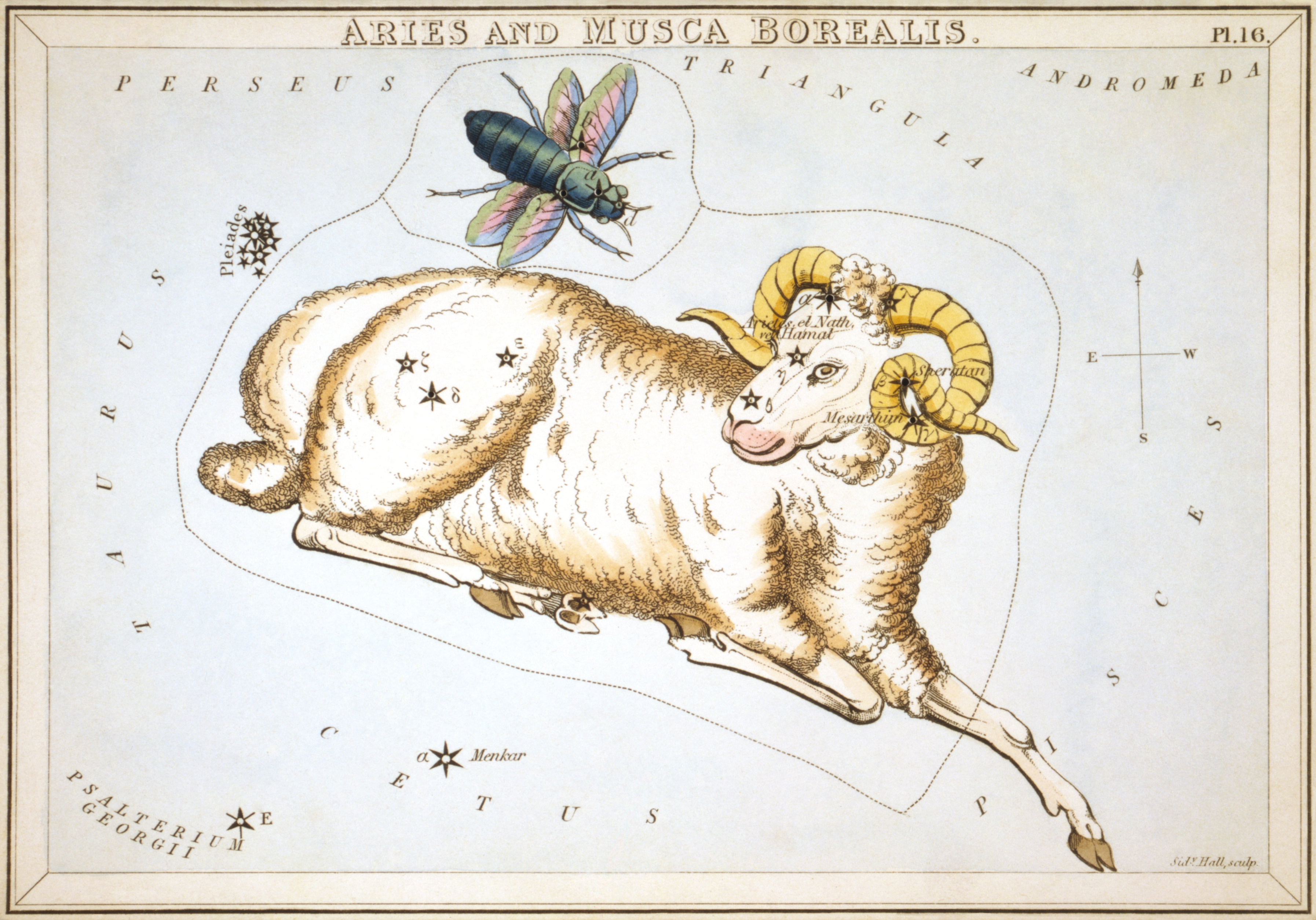
La figure dAries et l’ancienne Mosca, dans lUrania's Mirror, 1824.

L'astérisme comprenant les étoiles 35/39/41 Ari fut nommé la Guêpe (en latin Vespa) par Jakob Bartsch au XVIIe siècle. En 1679, Augustin Royer utilisa ces étoiles pour sa constellation Lilia / Fleur-de-Lys (représentant la fleur de lys en l'honneur de son souverain, Louis XIV). Il fut plus tard encore rebaptisé la Mouche boréale (Musca Borealis) par l’abbé Nicolas-Louis de Lacaille ca. 1752-1753 avant d'être finalement rattaché au Bélier.

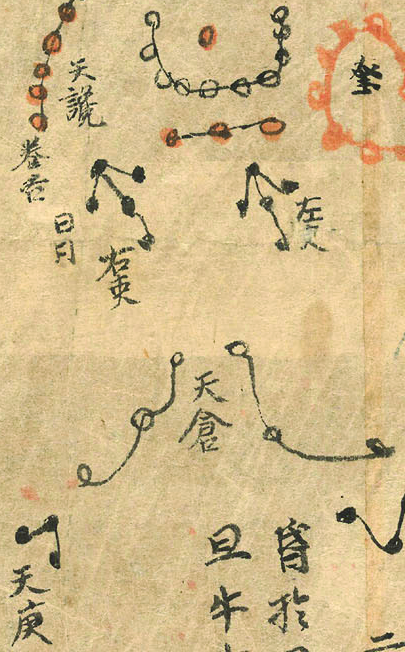
Les constellations (星官 xīng guān) de 婁 Lóu, sur la Carte de Dunhuang (ca. 649-684). Les 3 étoiles 婁 Lóu, comme celles du石氏星经 Shí shì xīng jīn, « le Canon astral de Maître Shí », y sont indiquées en rouge.

### En Chine
L’espace d’Aries est occupé, dans l’astronomie chinoise, par 2 宿 xiù, « astérismes servant de stations lunaires », le 16e, nommé 婁 Lóu, « le Parc des bêtes (vaches ou brebis) destinées au sacrifice », (βγα Ari), et le 17e, nommé 胃 Wèi, « l’Estomac », (35/39/41 Ari). Ces deux 宿 xiù sont à la base de 2 constellations (星官 xīng guān) recensées dans le 石氏星经 Shí shì xīng jīn, « le Canon astral de Maître Shí », élaboré par l'école astronomique de Shi Shen (env. 350 av. J.-C.). Il faut ajouter, dans l’espace d’Aries, une 3e constellation nommée 天阴 Tanyin, « le Yin céleste », constituée par le groupe δεζτ/65 Ari, qui figure dans le 巫咸氏 Wu Xian shì, « le Canon Wū Xián » (avant le IIIe siècle), sachant que toutes ces étoiles sont indiquées sur la Carte de Dunhuang (env. 649-684).

## Observation des étoiles

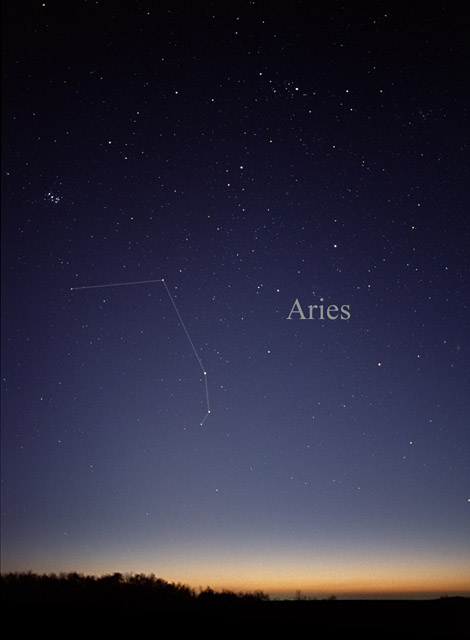
Constellation Bélier

### Localisation de la constellation

Visibilité nocturne de la constellation.